# Жан Мулин
Жан Франсоа Август Мулин (фр. Jean-François Moulin; 14. март 1752—12. март 1810) је био француски генерал и политичар из периода Француске револуције и Наполеонових ратова. Накратко се налазио на функцији француског Директора (1799).

## Биографија
Рођен је у Кану где се и школовао. Запослио се као инжењер. Накратко је био припадник пешадијског пука у Бретањи, а до 1788. године је радио као географ. Након избијања Револуције 1789. године, Мулин је постао припадник Националне гарде. Био је један од значајнијих јакобинаца. Мулин је служио француску војску током Француских револуционарних ратова. Унапређен је у ађутант мајора 1791. године. Убрзо је напредовао до положаја дивизијског генерала (1793). Командовао је републиканским снагама током гушења Вандејске побуне. Служио је француску војску у бици код Сомура. Након државног удара од 30. преријала VII године Републике (18. јун 1799) Мулин је именован једним од петорице Директора. Подржао га је Пол Барас. Истовремено кад и Мулин, Директор је постао и Роже-Дико, присталица опата Жозефа Сијеса. Мулин је остао Директор све до Наполеоновог државног удара. До њега је дошло 18. бримера VIII године Републике, односно 9. новембра 1799. године. Директоријум је збачен са власти. Мулин је оштро протестовао, али су његови протести игнорисани. На крају се измирио са Наполеоном који га поставља за команданта Велике армије. Служио је француску војску током првих година Наполеонових ратова (Трећа коалиција). Умро је 12. марта 1810. године.